# José Yudica
José Antonio « Piojo » Yudica (né le 7 décembre 1936 à Rosario en Argentine et mort le 23 août 2021) est un ancien joueur et entraîneur de football argentin.
Yudica a connu un succès limité en tant que joueur, bien qu'il fût international à quatre reprises, ne remportant que deux titres durant sa brève période colombienne au Deportivo Cali. 
Après sa retraite, il devint entraîneur et rencontrera enfin le succès escompté, aidant notamment le Quilmes Atlético Club à remporter le premier championnat de son histoire, remportant également trois championnats argentins avec trois clubs différents (devenant le premier entraîneur à y arriver), et remportant avec Argentinos Juniors la Copa Libertadores.

## Biographie

### Carrière de joueur
Yudica a une carrière de joueur de seize ans, qu'il a presque entièrement passée dans son pays, l'Argentine.
Il commence sa carrière chez les Newell's Old Boys, club de sa ville natale, avant de rejoindre les géants argentins de Boca Juniors. Il évolue ensuite dans un grand nombre de clubs argentins comme Vélez Sarsfield, les Estudiantes de La Plata, le Club Atlético Platense, le Quilmes Atlético Club, le Club Atlético San Telmo.
Il finit sa carrière en Colombie au Deportivo Cali, club avec qui il remporte son unique trophée, le championnat de Colombie.

### Palmarès de joueur
| Saison | Club           | Titre              |
| ------ | -------------- | ------------------ |
| 1969   | Deportivo Cali | Primera A Colombia |

### Carrière d'entraîneur
Après une brève période au Club Social, Deportivo y Cultural Español puis au Colón de Santa Fe, le premier fait majeur de Yudica fut lorsqu'il réussit à sauver le Quilmes de la relégation en 1977.
Durant les saisons suivantes, il aida le club à remporter le premier championnat d'Argentine du club (Primera División Argentina) : le Metropolitano 1978.
Après ce titre avec le Quilmes, il remporte la Primera B Nacional (D2) avec le Club Atlético San Lorenzo de Almagro.
Yudica marque ensuite l'histoire d'un autre club argentin, l'Argentinos Juniors lorsqu'il remporte la Primera División Argentina (Nacional) ainsi que la Copa Libertadores 1985.
Yudica laisse l'Argentinos avec un autre titre international en 1986, avec la Copa Interamericana remportée contre la Defence Force de Trinité-et-Tobago.
Après sa grande période de succès avec l'Argentinos, Yudica retourne dans son ancien et premier club des Newell's Old Boys, le club qui le vit évoluer trente ans auparavant.
Il gagne avec le club la Primera División Argentina en 1987/1988, devenant le premier entraîneur argentin à gagner trois championnats argentins avec trois clubs différents.
Il retourne ensuite en Colombie pour prendre la charge de son dernier club en tant que joueur, le Deportivo Cali, puis part ensuite au Mexique pour prendre les rênes du CF Pachuca, son dernier club.

### Palmarès d'entraîneur
| Saison    | Club               | Titre                      |
| --------- | ------------------ | -------------------------- |
| 1978      | Quilmes            | Metropolitano              |
| 1982      | San Lorenzo        | Primera B Nacional         |
| 1985      | Argentinos Juniors | Nacional                   |
| 1985      | Argentinos Juniors | Copa Libertadores          |
| 1986      | Argentinos Juniors | Copa Interamericana        |
| 1987/1988 | Newell's Old Boys  | Primera División Argentina |
| 1996      | CF Pachuca         | Primera División A         |